# Wilfried (tijdschrift)
Wilfried is een Belgisch driemaandelijks tijdschrift dat in 2017 werd opgericht. Het tijdschrift is politiek getint, maar staat buiten de partijpolitiek.  Het wordt gerund door een coöperatie. Het tijdschrift verschijnt in het Frans. Sedert 14 oktober 2020 is er ook een Nederlandstalige editie, die echter geen vertaling is. Het tijdschrift is een voorbeeld van slow journalism.

## Ontstaan
Het tijdschrift werd gelanceerd door een crowdfunding, georganiseerd door onafhankelijke journalisten. De naam “Wilfried” is een knipoog naar Wilfried Martens, voormalig Belgisch premier.

## Coöperatie
De coöperatie “WILFRIED” is gevestigd in Anderlecht. De aandelen zijn verdeeld over aandelen-A (vier oprichters), aandelen-B (twee vennoten ‘investeerders’, waaronder Brusoc, de investeringsmaatschappij van het Brussels Gewest), en aandelen-C, in publieke handen. Deze structuur staat volledig los van de grote persgroepen. Medewerkers worden per prestatie vergoed, maar de coördinatie gebeurt door de 4 stichters, op vrijwillige basis. Het tijdschrift wil uitdrukkelijk ecologisch en sociaal verantwoord opereren.

## In de media
Het magazine vierde in juni 2019 zijn tweede verjaardag met de publicatie van een “Hors-série” foto-uitgave en -tentoonstelling. Op 22 januari 2020 publiceerde het tijdschrift een opmerkelijk interview met François De Smet en toenmalig informateur Georges-Louis Bouchez, waarin deze laatste pleitte voor een unitair België. In mei 2020 gaf het magazine, in een nummer gewijd aan de tweede Wereldoorlog, voor het eerst het woord aan Tom Van Grieken, voorzitter van Vlaams Belang, en brak daarmee het “mediacordon” rond deze partij.